# Борзешть (Бакеу)
Борзешть, Борзешті (рум. Borzești) — село у повіті Бакеу в Румунії. Адміністративно підпорядковане місту Онешті. Тут народився правитель Штефан III Великий в 1433 році.
Село розташоване на відстані 208 км на північ від Бухареста, 37 км на південь від Бакеу, 117 км на південний захід від Ясс, 130 км на північний захід від Галаца, 114 км на північний схід від Брашова.

## Населення
За даними перепису населення 2002 року у селі проживала 4141 особа.
Національний склад населення села:
| Національність | Кількість осіб | Відсоток |
| -------------- | -------------- | -------- |
| румуни         | 4055           | 97,9%    |
| цигани         | 68             | 1,6%     |
| угорці         | 14             | 0,3%     |

Рідною мовою назвали:
| Мова      | Кількість осіб | Відсоток |
| --------- | -------------- | -------- |
| румунську | 4082           | 98,6%    |
| циганську | 46             | 1,1%     |
| угорську  | 11             | 0,3%     |